# 目黒士門
目黒 士門（めぐろ しもん、1933年9月28日 - 2015年11月1日）は、日本のフランス語、西欧中世文学研究者。南山大学講師、小樽商科大学教授、東洋英和女学院大学教授等を歴任。

## 来歴
大阪市に生まれる 。東北大学文学部仏文科に進む。有永弘人に師事。南山大学講師、小樽商科大学教授等を経て、東洋英和女学院大学教授を務めた。この間、パリ大学、ポワティエ大学に国費留学生として計4年間留学した。1979年フランス政府教育功労勲章授章。代表的な著作であるフランス広文典(新フランス広文典 1966) (現代フランス広文典 2015) シリーズは、フランス語文法書のロングセラーとして知られる。フランス語学、フランス中世文学に関する論文を多数執筆。2015年、くも膜下出血により鎌倉市の自宅で死去（享年82歳）。

## 親族
父親はフランス語学者で、（旧制）大阪外国語学校、関西大学教授の目黒三郎。母方の祖父は(旧制)大阪外国語学校 初代校長で地理学者の中目覚。母方の叔父は哲学者で広島大学名誉教授の山本空外。長男はマーケティング研究者の目黒良門。妻は学校法人頌美学園理事長で元アレン国際短期大学学長の目黒安子。

## 主要著書

### 著書
- 目黒三郎『標準フランス会話= Manuel de conversation française』白水社、1948年。 NCID BB15629354。
- 目黒三郎, 徳尾俊彦, 目黒士門『新フランス広文典』白水社、1966年。 NCID BN04433730。
- 『現代フランス広文典』白水社、2000年
- 目黒士門『現代フランス広文典』（改訂版）白水社、2015年。ISBN 9784560087077。 NCID BB2007019X。
- 目黒順蔵, 目黒士門, 目黒安子『戊辰戦争後の青年武士とキリスト教 : 仙台藩士・目黒順蔵遺文』風濤社、2018年。ISBN 9784892194504。 NCID BB26485551。

### 訳書
- R.ジャカール『内面への亡命 分裂病質と文明』誠信書房、1980年
- アルマン・ドモンティニ『福音宣教はいきづまっているでしょうか』ドンボスコ社、1997年、他。

## 主要論文
- 目黒士門「言語干渉と発音教育」『フランス語フランス文学研究』第5巻、日本フランス語フランス文学会、1964年、58-63頁、doi:10.20634/ellf.5.0_58、ISSN 0425-4929、NAID 110001247946。
- 目黒士門「「ローランの歌」における若干の類義語-続-」『小樽商科大学人文研究』第36号、小樽商科大学、1968年4月、79-88頁、ISSN 0482458X、NAID 110000249425。
- 目黒士門「フランス語におけるアスペクトとその構成因子について」『小樽商科大学人文研究』第37号、小樽商科大学、1968年10月、67-96頁、ISSN 0482458X、NAID 110000249431。
- 目黒士門「フランス文法における「同格」の概念」『小樽商科大学人文研究』第38号、小樽商科大学、1969年3月、175-202頁、ISSN 0482458X、NAID 110000249444。
- 目黒士門「『ロランの歌』における「キリスト教的驚異」」『小樽商科大学人文研究』第41号、小樽商科大学、1970年8月、43-57頁、ISSN 0482458X、NAID 110000249461。
- 目黒士門「「荷馬車の騎士」のエピソ-ドについて-1-」『アルテスリベラレス』第33号、岩手大学人文社会科学部、1983年11月、53-64頁、doi:10.15113/00013743、ISSN 03854183、NAID 120001120009。